# Семёнково (Ярославская область)
Семёнково — деревня Охотинского сельского поселения Мышкинского района Ярославской области.

## География
Деревня находится в западной части Ярославской области на правом берегу реки Юхоть на расстоянии приблизительно 10 км на юго-восток от районного центра города Мышкин.

## История
Деревня отмечена была еще на карте 1798 года (тогда Рудакова). В 1859 году здесь (деревня Семенково-Рудаково Угличского уезда Ярославской губернии) было учтено 19 дворов, в 1901 — 13 дворов.

## Население
Численность населения: 104 человека (1859 год), 5 (русские 100 %) в 2002 году, 6 в 2010.